# Petre Dumitru
Petre Dumitru (* 11. November 1957 in Slobozia) ist ein ehemaliger rumänischer Gewichtheber.

## Karriere
Dumitrus internationale Karriere bestand lediglich aus zwei Teilnahmen an den Olympischen Spielen 1980 in Moskau und 1984 in Los Angeles. 1980 konnte er im Mittelschwergewicht bis 90 kg nach 155,0 kg im Reißen keinen gültigen Versuch im Stoßen einbringen und blieb somit unplatziert. 1984 konnte er aufgrund des durch den Olympiaboykott der Oststaaten geschwächten Teilnehmerfelds mit 360,0 kg (165,0/195,0 kg) im Zweikampf Silber hinter seinem Landsmann Nicu Vlad mit 392,5 kg und vor David Mercer mit 352,5 kg gewinnen. Mit Anwesenheit der Heber der Sowjetunion und Bulgariens, allen voran Jurik Wardanjan, Blagoj Blagoew und Wiktor Solodow, wäre eine solche Platzierung nicht möglich gewesen, was ein Vergleich mit den Weltmeisterschaften der Vorjahre zeigt. Da die Olympischen Spiele 1984 gleichzeitig die Weltmeisterschaften für dieses Jahr darstellten, gewann Dumitru ebenfalls WM-Silber im Zweikampf und im Reißen, sowie Bronze im Stoßen.

## Bestleistungen
- Reißen: 165,0 kg in der Klasse bis 90 kg bei den Olympischen Spielen 1984 in Los Angeles
- Stoßen: 195,0 kg in der Klasse bis 90 kg bei den Olympischen Spielen 1984 in Los Angeles
- Zweikampf: 360,0 kg (165,0/195,0 kg) in der Klasse bis 90 kg bei den Olympischen Spielen 1984 in Los Angeles